# Andreas Libavius

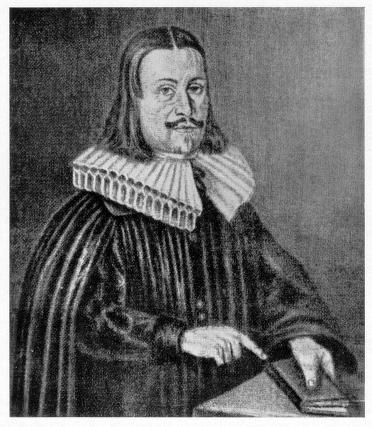
Andreas Libavius.

Andreas Libavius (även Basilius de Varna, Libau), född 1555 i Halle an der Saale, död 25 juli 1616 i Coburg, var en tysk kemist.
Libavius var 1588-91 professor i historia och litteratur vid universitetet i Jena och därefter gymnasierektor och praktiserande läkare i Rothenburg ob der Tauber och från 1607 i Coburg. Inom Paracelsus skola var han den förste, som visade sig nog kritisk att som vidskepligheter utdöma åtskilliga av dennas mystiska föreställningar och hjälpmedel. Trots att han inte helt frigjorde sig från alkemin, hade han på det medicinska området blick för en förnuftsenlig användning av kemiska preparat. 
Libavius gjorde flera anmärkningsvärda upptäckter. Han uppdagade tenn(IV)kloriden (spiritus furnans Libavii), tillämpade metoden att framställa svavelsyra genom förbränning med salpeter, verkställde analyser av mineralvatten, med iakttagande av den då ännu icke närmare kända kolsyrans närvaro som självständig beståndsdel, samt uppvisade vismutnitrats fällning genom vatten (magisterium bismuthi). 
Libavius var inte främmande för en begynnande användning av blåsröret, och dess bruk vid tillsmältning av glasrör beskrivs i ett av hans utgivna arbeten (1613). Som den märkligaste bland hans skrifter kan nämnas den "äldsta läroboken i kemi", Alchymia... collecta... accurate explicata et in inlegrum corpus redacta (1595; flera senare upplagor). Hans samlade skrifter, Opera omnia medico-chymica, tre band, utkom 1615. 